# Interlands Montenegrijns voetbalelftal 2007-2009
Deze pagina toont een chronologisch en gedetailleerd overzicht van de interlands die het Montenegrijns voetbalelftal speelde in de periode 2007 – 2009, na de erkenning door de FIFA als zelfstandigde voetbalnatie.

## Interlands

### 2007
|                                                             |                                                     |       |                  |                                                                                         |
| 24 maart Vriendschappelijk № 1 «onderlinge duels» 17:00 uur | Montenegro                                          | 2 – 1 | Hongarije        | Stadion Pod Goricom, Podgorica Toeschouwers: 12.000 Scheidsrechter: Robert Krajnc (SLO) |
| 24 maart Vriendschappelijk № 1 «onderlinge duels» 17:00 uur | Mirko Vučinić 63' (pen.) Igor Burzanović 81' (pen.) |       | 1' Tamás Priskin | Stadion Pod Goricom, Podgorica Toeschouwers: 12.000 Scheidsrechter: Robert Krajnc (SLO) |

|                                         |                                        |       |            |                                                                                     |
| 1 juni Kirin Cup № 2 «onderlinge duels» | Japan                                  | 2 – 0 | Montenegro | Ecopa Stadion, Shizuoka Toeschouwers: 28.635 Scheidsrechter: Michael Svendsen (DEN) |
| 1 juni Kirin Cup № 2 «onderlinge duels» | Yuji Nakazawa 23' Naohiro Takahara 38' |       |            | Ecopa Stadion, Shizuoka Toeschouwers: 28.635 Scheidsrechter: Michael Svendsen (DEN) |

|                                         |            |                    |          |                                                                                  |
| 3 juni Kirin Cup № 3 «onderlinge duels» | Montenegro | 0 – 1              | Colombia | Matsumoto Stadion, Nagano Toeschouwers: 10.070 Scheidsrechter: Kenji Ogiya (JPN) |
| 3 juni Kirin Cup № 3 «onderlinge duels» |            | 33' Radamel Falcao |          | Matsumoto Stadion, Nagano Toeschouwers: 10.070 Scheidsrechter: Kenji Ogiya (JPN) |

|                                                                |                          |       |                |                                                                                            |
| 22 augustus Vriendschappelijk № 4 «onderlinge duels» 19:30 uur | Montenegro               | 1 – 1 | Slovenië       | Stadion Pod Goricom, Podgorica Toeschouwers: 8.000 Scheidsrechter: Claudio Circhetta (SUI) |
| 22 augustus Vriendschappelijk № 4 «onderlinge duels» 19:30 uur | Mirko Vučinić 28' (pen.) |       | 42' Dare Vršič | Stadion Pod Goricom, Podgorica Toeschouwers: 8.000 Scheidsrechter: Claudio Circhetta (SUI) |

|                                                                 |                   |       |                                     |                                                                                           |
| 12 september Vriendschappelijk № 5 «onderlinge duels» 17:30 uur | Montenegro        | 1 – 2 | Zweden                              | Stadion Pod Goricom, Podgorica Toeschouwers: 6.000 Scheidsrechter: Bernhard Brugger (AUT) |
| 12 september Vriendschappelijk № 5 «onderlinge duels» 17:30 uur | Mirko Vučinić 15' |       | 71' Markus Rosenberg 75' Rade Prica | Stadion Pod Goricom, Podgorica Toeschouwers: 6.000 Scheidsrechter: Bernhard Brugger (AUT) |

|                                                               |         |                   |            |                                                                                     |
| 17 oktober Vriendschappelijk № 6 «onderlinge duels» 16:00 uur | Estland | 0 – 1             | Montenegro | A. Le Coq Arena, Tallinn Toeschouwers: 2.000 Scheidsrechter: Peter Fröjdfeldt (SWE) |
| 17 oktober Vriendschappelijk № 6 «onderlinge duels» 16:00 uur |         | 71' Mirko Vučinić |            | A. Le Coq Arena, Tallinn Toeschouwers: 2.000 Scheidsrechter: Peter Fröjdfeldt (SWE) |

### 2008
|                                                             |                                                            |       |                |                                                                                              |
| 26 maart Vriendschappelijk № 7 «onderlinge duels» 18:30 uur | Montenegro                                                 | 3 – 1 | Noorwegen      | Stadion Pod Goricom, Podgorica Toeschouwers: 10.500 Scheidsrechter: Aleksandar Stavrev (MKD) |
| 26 maart Vriendschappelijk № 7 «onderlinge duels» 18:30 uur | Igor Burzanović 7' Branko Bošković 37' Radomir Đalović 59' |       | 72' John Carew | Stadion Pod Goricom, Podgorica Toeschouwers: 10.500 Scheidsrechter: Aleksandar Stavrev (MKD) |

|                                                           |                                                            |       |            |                                                                                         |
| 27 mei Vriendschappelijk № 8 «onderlinge duels» 19:00 uur | Montenegro                                                 | 3 – 0 | Kazachstan | Stadion Pod Goricom, Podgorica Toeschouwers: 9.000 Scheidsrechter: Abby Toussaint (LUX) |
| 27 mei Vriendschappelijk № 8 «onderlinge duels» 19:00 uur | Radomir Đalović 15' Nikola Drinčić 21' Radomir Đalović 45' |       |            | Stadion Pod Goricom, Podgorica Toeschouwers: 9.000 Scheidsrechter: Abby Toussaint (LUX) |

|                                                           |                                                                     |       |            |                                                                                      |
| 31 mei Vriendschappelijk № 9 «onderlinge duels» 18:45 uur | Roemenië                                                            | 4 – 0 | Montenegro | Ghencea Stadion, Boekarest Toeschouwers: 9.000 Scheidsrechter: Alexandru Tudor (ROM) |
| 31 mei Vriendschappelijk № 9 «onderlinge duels» 18:45 uur | Adrian Mutu 15' Sorin Ghionea 49' Nicolae Dică 55' Nicolae Dică 70' |       |            | Ghencea Stadion, Boekarest Toeschouwers: 9.000 Scheidsrechter: Alexandru Tudor (ROM) |

|                                                                 |                                                            |       |                                                                 |                                                                                             |
| 20 augustus Vriendschappelijk № 10 «onderlinge duels» 17:00 uur | Hongarije                                                  | 3 – 3 | Montenegro                                                      | Ferenc Puskás Stadion, Boedapest Toeschouwers: 4.913 Scheidsrechter: Richard Havrilla (SVK) |
| 20 augustus Vriendschappelijk № 10 «onderlinge duels» 17:00 uur | Tamás Priskin 29' Tamás Hajnal 55' Tamás Hajnal 87' (pen.) |       | 45' (pen.) Stevan Jovetić 51' Simon Vukčević 68' Stevan Jovetić | Ferenc Puskás Stadion, Boedapest Toeschouwers: 4.913 Scheidsrechter: Richard Havrilla (SVK) |

|                                                               |                                             |       |                                         |                                                                                        |
| 6 september WK-kwalificatie № 11 «onderlinge duels» 19:00 uur | Montenegro                                  | 2 – 2 | Bulgarije                               | Stadion Pod Goricom, Podgorica Toeschouwers: 9.000 Scheidsrechter: Oleh Oriekhov (UKR) |
| 6 september WK-kwalificatie № 11 «onderlinge duels» 19:00 uur | Mirko Vučinić 61' Stevan Jovetić 82' (pen.) |       | 11' Stilijan Petrov 90' Blagoy Georgiev | Stadion Pod Goricom, Podgorica Toeschouwers: 9.000 Scheidsrechter: Oleh Oriekhov (UKR) |

|                                                                |            |       |         |                                                                                       |
| 10 september WK-kwalificatie № 12 «onderlinge duels» 18:00 uur | Montenegro | 0 – 0 | Ierland | Stadion Pod Goricom, Podgorica Toeschouwers: 12.000 Scheidsrechter: Sten Kaldma (EST) |
| 10 september WK-kwalificatie № 12 «onderlinge duels» 18:00 uur |            |       |         | Stadion Pod Goricom, Podgorica Toeschouwers: 12.000 Scheidsrechter: Sten Kaldma (EST) |

|                                                              |                                          |       |                   |                                                                                     |
| 15 oktober WK-kwalificatie № 13 «onderlinge duels» 19:50 uur | Italië                                   | 2 – 1 | Montenegro        | Stadio Via del Mare, Lecce Toeschouwers: 20.162 Scheidsrechter: Pedro Proença (POR) |
| 15 oktober WK-kwalificatie № 13 «onderlinge duels» 19:50 uur | Alberto Aquilani 8' Alberto Aquilani 29' |       | 19' Mirko Vučinić | Stadio Via del Mare, Lecce Toeschouwers: 20.162 Scheidsrechter: Pedro Proença (POR) |

|                                                                 |                                                |       |                 |                                                                                     |
| 19 november Vriendschappelijk № 14 «onderlinge duels» 16:30 uur | Montenegro                                     | 2 – 1 | Macedonië       | Stadion Pod Goricom, Podgorica Toeschouwers: 4.000 Scheidsrechter: Novo Panić (BIH) |
| 19 november Vriendschappelijk № 14 «onderlinge duels» 16:30 uur | Miodrag Džudović 24' Stevan Jovetić 33' (pen.) |       | 85' Goran Popov | Stadion Pod Goricom, Podgorica Toeschouwers: 4.000 Scheidsrechter: Novo Panić (BIH) |

### 2009
|                                                            |            |                                               |        |                                                                                           |
| 28 maart WK-kwalificatie № 15 «onderlinge duels» 19:45 uur | Montenegro | 0 – 2                                         | Italië | Stadion Pod Goricom, Podgorica Toeschouwers: 10.500 Scheidsrechter: Martin Atkinson (ENG) |
| 28 maart WK-kwalificatie № 15 «onderlinge duels» 19:45 uur |            | 11' (pen.) Andrea Pirlo 73' Giampaolo Pazzini |        | Stadion Pod Goricom, Podgorica Toeschouwers: 10.500 Scheidsrechter: Martin Atkinson (ENG) |

|                                                           |         |       |            |                                                                                           |
| 1 april WK-kwalificatie № 16 «onderlinge duels» 19:00 uur | Georgië | 0 – 0 | Montenegro | Boris Paitsjadzestadion, Tbilisi Toeschouwers: 16.000 Scheidsrechter: David Malcolm (NIR) |
| 1 april WK-kwalificatie № 16 «onderlinge duels» 19:00 uur |         |       |            | Boris Paitsjadzestadion, Tbilisi Toeschouwers: 16.000 Scheidsrechter: David Malcolm (NIR) |

|                                                          |                                                      |       |                                           |                                                                                                |
| 6 juni WK-kwalificatie № 17 «onderlinge duels» 18:30 uur | Cyprus                                               | 2 – 2 | Montenegro                                | Antonis Papadopoulos Stadion, Larnaca Toeschouwers: 3.000 Scheidsrechter: Carlos Velasco (ESP) |
| 6 juni WK-kwalificatie № 17 «onderlinge duels» 18:30 uur | Konstantinou Michalis 13' Michael Chrysis 45' (pen.) |       | 65' Dejan Damjanović 78' Dejan Damjanović | Antonis Papadopoulos Stadion, Larnaca Toeschouwers: 3.000 Scheidsrechter: Carlos Velasco (ESP) |

|                                                                 |                                               |       |               |                                                                                        |
| 12 augustus Vriendschappelijk № 18 «onderlinge duels» 19:30 uur | Montenegro                                    | 2 – 1 | Wales         | Stadion Pod Goricom, Podgorica Toeschouwers: 5.000 Scheidsrechter: Milorad Mažić (SRB) |
| 12 augustus Vriendschappelijk № 18 «onderlinge duels» 19:30 uur | Stevan Jovetić 31' (pen.) Radomir Đalović 45' |       | 52' Sam Vokes | Stadion Pod Goricom, Podgorica Toeschouwers: 5.000 Scheidsrechter: Milorad Mažić (SRB) |

|                                                               |                                                                                                   |       |                   |                                                                                   |
| 5 september WK-kwalificatie № 19 «onderlinge duels» 18:30 uur | Bulgarije                                                                                         | 4 – 1 | Montenegro        | Vasil Levski Stadion, Sofia Toeschouwers: 7.543 Scheidsrechter: Tony Asumaa (FIN) |
| 5 september WK-kwalificatie № 19 «onderlinge duels» 18:30 uur | Radostin Kishishev 45' Dimitar Telkijski 49' Dimitar Berbatov 83' (pen.) Valeri Domovtsjijski 90' |       | 9' Stevan Jovetić | Vasil Levski Stadion, Sofia Toeschouwers: 7.543 Scheidsrechter: Tony Asumaa (FIN) |

|                                                               |                          |       |                   |                                                                                           |
| 9 september WK-kwalificatie № 20 «onderlinge duels» 19:15 uur | Montenegro               | 1 – 1 | Cyprus            | Stadion Pod Goricom, Podgorica Toeschouwers: 4.000 Scheidsrechter: Cyril Zimmermann (SUI) |
| 9 september WK-kwalificatie № 20 «onderlinge duels» 19:15 uur | Mirko Vučinić 57' (pen.) |       | 64' Yiannis Okkas | Stadion Pod Goricom, Podgorica Toeschouwers: 4.000 Scheidsrechter: Cyril Zimmermann (SUI) |

|                                                              |                                          |       |                          |                                                                                        |
| 10 oktober WK-kwalificatie № 21 «onderlinge duels» 19:00 uur | Montenegro                               | 2 – 1 | Georgië                  | Stadion Pod Goricom, Podgorica Toeschouwers: 5.420 Scheidsrechter: Selçuk Dereli (TUR) |
| 10 oktober WK-kwalificatie № 21 «onderlinge duels» 19:00 uur | Radoslav Batak 14' Andrija Delibašić 78' |       | 45' Vladimir Dvalisjvili | Stadion Pod Goricom, Podgorica Toeschouwers: 5.420 Scheidsrechter: Selçuk Dereli (TUR) |

|                                                              |         |       |            |                                                                               |
| 14 oktober WK-kwalificatie № 22 «onderlinge duels» 19:00 uur | Ierland | 0 – 0 | Montenegro | Croke Park, Dublin Toeschouwers: 50.212 Scheidsrechter: Vladimír Hriňák (SVK) |
| 14 oktober WK-kwalificatie № 22 «onderlinge duels» 19:00 uur |         |       |            | Croke Park, Dublin Toeschouwers: 50.212 Scheidsrechter: Vladimír Hriňák (SVK) |

|                                                                 |                   |       |             |                                                                                             |
| 18 november Vriendschappelijk № 23 «onderlinge duels» 16:00 uur | Montenegro        | 1 – 0 | Wit-Rusland | Stadion Pod Goricom, Podgorica Toeschouwers: 5.000 Scheidsrechter: Aleksandar Stavrev (MKD) |
| 18 november Vriendschappelijk № 23 «onderlinge duels» 16:00 uur | Mirko Vučinić 80' |       |             | Stadion Pod Goricom, Podgorica Toeschouwers: 5.000 Scheidsrechter: Aleksandar Stavrev (MKD) |

FSCG · A-internationals · Bondscoaches · Statistieken · Montenegrijns vrouwenelftal · Montenegro U21 · Montenegro U20 · Montenegro U19 · Montenegro U17 · Servië en Montenegro U19 · Servië en Montenegro U17
2003 – 2006** · 
2007 – 2009 · 
2010 – 2019 ·
2020 − 2029
EK 2008 · 
EK 2012 · 
EK 2016
WK 2006** · 
WK 2010 · 
WK 2014 · 
WK 2018
OS 2004** · 
OS 2008 · 
OS 2012 · 
OS 2016
2007 · 
2008 · 
2009 · 
2010 · 
2011 · 
2012 · 
2013 · 
2014 · 
2015 · 
2016 · 
2017 ·
2018 ·
2019 ·
2020 ·
2021 ·
2022 ·
2023
Albanië ·
Armenië ·
Azerbeidzjan ·
België · 
Bosnië en Herzegovina ·
Bulgarije ·
Colombia ·
Cyprus ·
Denemarken · 
Engeland ·
Estland ·
Finland ·
Georgië ·
Ghana ·
Gibraltar ·
Griekenland ·
Hongarije ·
Ierland ·
IJsland ·
Iran · 
Israël ·
Italië ·
Japan ·
Kazachstan ·
Kosovo ·
Letland ·
Libanon ·
Liechtenstein ·
Litouwen ·
Luxemburg ·
Moldavië ·
Nederland ·
Noord-Ierland ·
Noord-Macedonië ·
Noorwegen ·
Oekraïne ·
Oezbekistan ·
Oostenrijk ·
Polen ·
Roemenië ·
Rusland · 
San Marino ·
Servië ·
Slovenië ·
Slowakije ·
Tsjechië ·
Turkije ·
Wales ·
Wit-Rusland ·
Zweden ·
Zwitserland
Argentinië (2006) · 
Ivoorkust (2006) · 
Nederland (2006)
** - Onder de naam Servië en Montenegro
AFC-zone: Afghanistan · Australië · Bahrein · Bangladesh · Bhutan · Brunei · Cambodja · China · Filipijnen · Guam · Hongkong · India · Indonesië · Iran · Irak · Japan · Jemen · Jordanië · Koeweit · Kirgizië · Laos · Libanon · Macau · Maleisië · Maldiven · Mongolië · Myanmar · Nepal · Noord-Korea · Oezbekistan · Oman · Oost-Timor · Pakistan · Palestina · Qatar · Saoedi-Arabië · Singapore · Sri Lanka · Syrië · Tadzjikistan · Taiwan · Thailand · Turkmenistan · Verenigde Arabische Emiraten · Vietnam · Zuid-Korea

CAF-zone: Algerije · Angola · Benin · Botswana · Burkina Faso · Burundi · Centraal-Afrikaanse Republiek · Comoren · Congo-Brazzaville · Congo-Kinshasa · Djibouti · Egypte · Equatoriaal-Guinea · Eritrea · Ethiopië · Gabon · Gambia · Ghana · Guinee · Guinee-Bissau · Ivoorkust · Kaapverdië · Kameroen · Kenia · Lesotho · Liberia · Libië · Madagaskar · Malawi · Mali  ·Mauritanië · Mauritius · Marokko · Mozambique · Namibië · Niger · Nigeria · Oeganda · Rwanda · Sao Tomé en Principe · Senegal · Seychellen · Sierra Leone · Soedan · Somalië · Swaziland · Tanzania · Togo · Tsjaad · Tunesië · Zambia · Zimbabwe · Zuid-Afrika

CONCACAF-zone: Amerikaanse Maagdeneilanden · Anguilla · Antigua en Barbuda · Aruba · Bahama's · Barbados · Belize · Bermuda · Britse Maagdeneilanden · Canada · Kaaimaneilanden · Costa Rica · Cuba · Dominica · Dominicaanse Republiek · El Salvador · Frans Guyana · Grenada · Guadeloupe · Guatemala · Guyana · Haïti · Honduras · Jamaica · Martinique · Mexico · Montserrat · 
Nicaragua · Panama · Puerto Rico · Saint Kitts en Nevis · Saint Lucia · Saint Vincent en de Grenadines · Sint Maarten · Suriname · Trinidad en Tobago · Turks- en Caicoseilanden · Verenigde Staten

CONMEBOL-zone: Argentinië · Bolivia · Brazilië · Chili · Colombia · Ecuador · Paraguay · Peru · Uruguay · Venezuela

OFC-zone: Amerikaans-Samoa · Cookeilanden · Fiji · Nieuw-Caledonië · Nieuw-Zeeland · Papoea-Nieuw-Guinea · Samoa · Salomoneilanden · Tahiti · Tonga · Vanuatu

UEFA-zone: Albanië · Andorra · Armenië · Azerbeidzjan · België · Bosnië en Herzegovina · Bulgarije · Cyprus · Denemarken · Duitsland · Engeland · Estland · Faeröer · Finland · Frankrijk · Georgië · Griekenland · Hongarije · IJsland · Ierland · Israël · Italië · Kazachstan · Kroatië · Letland · Liechtenstein · Litouwen · Luxemburg · Macedonië · Malta · Moldavië · Montenegro · Nederland · Noord-Ierland · Noorwegen · Oekraïne · Oostenrijk · Polen · Portugal · Roemenië · Rusland · San Marino · Schotland · Servië · Servië en Montenegro · Slovenië · Slowakije · Spanje · Tsjechië · Turkije · Wales · Wit-Rusland · Zweden · Zwitserland